# Каледа, Альгис
А́льгис Кале́да (лит. Algis Kalėda; 2 октября 1952, Машничёс, Варенский район — 11 мая 2017, Вильнюс) — литовский литературовед, переводчик, литературный критик; хабилитированный доктор гуманитарных наук, профессор.

## Биография
В 1970—1972 годах обучался в Вильнюсском государственном университете по специальности «Литовский язык и литература», затем в 1972—1977 годах в Ягеллонском университете изучал польский язык и польскую литературу.
С 1977 года был научным сотрудником Института литовского языка и литературы (с 1990 года Институт литовской литературы и фольклора), позднее старшим научным сотрудником. В 2001—2007 годах был директором Института литовской литературы и фольклора.
В 1982—1984 годах преподаватель Вильнюсского педагогического института (ныне Литовский университет образовательных наук), в 1991—1993 годах — Варшавского университета.
В 1984 году защитил диссертацию „Komizmas lietuvių tarybinėje prozoje“.
С 1984 года преподавал в Вильнюсском университете. В 1993—2007 годах и c 2012 года был заведующим кафедрой польской филологии Вильнюсского университета (ныне центр полонистики ВУ); профессор (с 1999 года). В 1997 году защитил хабилитационную работу „Romano struktūros matmenys: literatūrinės komunikacijos lygmuo“.
Переводил на литовский язык произведения Чеслава Милоша, Виславы Шимборской, Славомира Мрожека, Станислава Лема, Бруно Шульца и других польских авторов. С 1987 года член Союза писателей Литвы.

## Научная деятельность
Автор работ по теории литературы, литературной компаративистике, истории литовской и польской литератур. В монографии о структуре романа „Romano struktūros matmenys“ охарактеризовал важнейшие структурные элементы романа и представил модели литовского романа.
Переводил произведения польской художественной прозы и автодокументальной прозы. Составитель хрестоматий и сборников произведений Чеслава Милоша, Виславы Шимборской, для которых написал вступительные статьи и комментарии.

### Основные труды
- Komizmas lietuvių tarybinėje prozoje: literatūros mokslas ir kritika. Vilnius: Vaga, 1984. 313 p.
- Adomas Mickevičius: literatūros mokslas ir kritika. Kaunas: Šviesa, 1985. 127 p.
- Echoes of the Years: contemporary Soviet Lithuanian literature. Vilnius: Mokslas, 1988. 142 p.
- Romano struktūros matmenys. Vilnius: Lietuvių literatūros ir tautosakos instititas, 1996. 239 p.
- Powojenna literatura litewska: Drogą strat i nadziei. Vilnius: Lietuvių literatūros ir tautosakos instititas, 1998. 129 p.
- Dzieje literatury litewskiej. T. 2: 1918—2000. Warszawa: Ex Libris, 2003. 188 p.
- Od M do M. Szkice o literaturze polskiej i litewskiej. Warszawa: Ex Libris, 2005. 88 p.
- Mitų ir poezijos žemė. Lietuva lenkų literatūroje. Vilnius: Lietuvių literatūros ir tautosakos institutas, 2011, 278 p.

Составитель, автор вступительных статей, переводчик
- Lenkų novelės. Vilnius: Vaga, 1989
- Litwo, nasza matko miła: Antologia literatury o Litwie. Vilnius: LiRS leidykla, 1996. 559 p. (соавторы Р. Коженяускене и М. Недзвецка)
- Česlovas Milošas. Rinktiniai eilėraščiai. Vilnius: Baltos lankos, 1997
- Veslava Šimborska. Poezijos rinktinė. Vilnius: Baltos lankos, 1998
- Adomas Mickevičius. Laiškai. Esė. Proza, Vilnius: LRS leidykla, 1998
- Wisława Szymborska. Rinktiniai eilėraščiai. Vilnius: Baltos lankos, 2002

- Lietuvių-lenkų kalbų žodynas: apie 50 000 žodžių (Algis Kalėda, Barbara Kalėda, Marija Niedzviecka). Vilnius: Mokslas, 1991
- Słownik litewsko-polski (Algis Kalėda, Barbara Kalėda, Marija Niedzviecka). Warszawa: Ex Libris Galeria Polskiej Książki Sp. z o. o. / LRS, 2008. ISBN 978-83-89913-90-6

Переводы с польского языка
- Česlovas Milošas. Isos slėnis: romanas. Vilnius: Vaga, 1991
- Česlovas Milošas. Tėvynės ieškojimas. Vilnius: Baltos lankos, 1995

## Премия Альгиса Каледы
Институт литовской литературы и фольклора в 2017 году учредил ежегодную премию Альгиса Каледы (диплом, памятный подарок, денежный приза) за значительные исследования литературного наследия Литвы, литовско-польских литературных связей, в области компаративистики и взаимодействия культур (монографии, циклы статей, академические публикации и переводы источников).. Первым лауреатом стала доктор Беата Калемба (Отделение полонистики Ягеллонского университета в Кракове)